# VP8
VP8 es un códec de video de formato abierto diseñado por On2 Technologies como sucesor de VP7. Fue anunciado el 13 de septiembre de 2008.

## Historia
El 19 de mayo de 2010, Google, la cual adquirió On2 Technologies en 2009, liberó el códec VP8 como código abierto (bajo una licencia permisiva similar a la licencia BSD), en el marco de la conferencia Google I/O en mayo del 2010. Esto causó que VP8 fuese el segundo producto de On2 cuyo código fuente esté disponible a la comunidad del software libre, siendo el primero el códec VP3, liberado bajo la licencia GNU Lesser General Public License en 2002 a la Fundación Xiph.Org, del cual posteriormente derivó el códec de video Theora. La Free Software Foundation fue la que más instó a Google para que llevara a cabo esta liberación. Semanas antes, el 12 de marzo de 2010, esta fundación envió una carta abierta a Google solicitándole el reemplazo gradual del reproductor Adobe Flash Player y del códec H.264 en YouTube, con una mezcla de HTML5 y un VP8 de código abierto.
Junto con el lanzamiento del código fuente de VP8 también se presentó el denominado proyecto WebM, que incorporo contribuciones y apoyo oficial de empresas como «Mozilla, Opera, Google, además de otros 40 editores y fabricantes de software y hardware» en un esfuerzo combinado para utilizar VP8 como el formato multimedia estándar en el lenguaje web HTML5. El  navegador Internet Explorer 9 y 10  es capaz de soportar el códec VP8 si está instalado en el equipo.

### Especificaciones
- Datos técnicos del formato VP8 y especificaciones de decodificación (enlace roto disponible en Internet Archive; véase el historial, la primera versión y la última).
- Guías de uso del contenedor WebM

- Datos: Q1063970
- Multimedia: VP8 / Q1063970